# 西ミンドロ州
西ミンドロ州（にしミンドロしゅう、Province of Occidental Mindoro）またはオクシデンタル・ミンドロ州は、フィリピン北部ミマロパ地方（MIMAROPA, Region IV-B）に属する州である。ミンドロ島の西半分を占め、東半分は東ミンドロ州で、西にはミンドロ海峡を挟みパラワン州、北にはルバング諸島があり、この島々は西ミンドロ州の州域内である。また、ベルデ島水路を挟みカラバルソン地方のバタンガス州と隣接する。
面積は5,865.7km2、人口は487,414人（2015年）、州都は地方自治体（municipality）の1つマンブラオ（Mamburao）であり、州内には都市はない。州内最大の町は、南部にあるサンホセである。1960年以前は州都であったほか、現在でも経済・農工業・観光の中心地で、サンホセ空港や港湾で他地域と結ばれている。
西ミンドロ州は農業地域で、住民と季節労働者の大部分がコメの生産で主に生計を立てている。トウモロコシ、タマネギ、ニンニクの生産も盛んでコメに次ぐ州の重要な輸出品である。林産資源が豊富でマホガニーなどの耐久性が高い木材で有名である。農林業以外では、鉱山で金、銅、銀、クロム、石灰石、宝飾用の緑色岩の採掘が行なわれている。州には大規模な製造業がなく政府が州内最大の雇用者である。民間最大の雇用者は、150人を雇用するオクシデンタル・ミンドロ電力協同組合(Occidental Mindoro Electric Cooperative, OMECO)である。
近年大規模な森林の伐採で州内の河川の水量が減少し、灌漑用水の不足が深刻化してコメの生産に打撃を与えている。

## 行政区分
西ミンドロ州は11市町に分割される。
| 市町 | 市町                 | バランガイ数 | 面積 (km2) | 人口 (2000年) | 人口密度 (km2あたり) | 所得階層 (2004年) |
| ---- | -------------------- | ------------ | ---------- | ------------- | -------------------- | ----------------- |
|      | アブラ・デ・アイログ | 9            | 533.70     | 22,212        | 41.6                 | 第4階層           |
|      | カリンターン         | 7            | 382.50     | 23,503        | 61.4                 | 第4階層           |
|      | ロオク               | 9            | 90.40      | 9,132         | 101.0                | 第5階層           |
|      | ルバング             | 16           | 250.06     | 22,896        | 91.6                 | 第4階層           |
|      | マグサイサイ         | 12           | 296.70     | 28,740        | 96.9                 | 第4階層           |
| 州都 | マンブラオ           | 15           | 339.50     | 30,378        | 89.5                 | 第4階層           |
|      | パルアン             | 12           | 565.40     | 12,023        | 21.3                 | 第4階層           |
|      | リザル               | 11           | 242.50     | 29,785        | 122.8                | 第4階層           |
|      | サブラヤン           | 27           | 2,188.80   | 63,685        | 29.1                 | 第1階層           |
|      | サンホセ             | 38           | 551.93     | 111,009       | 201.1                | 第1階層           |
|      | サンタクルス         | 11           | 438.41     | 26,887        | 61.3                 | 第3階層           |
|      |                      |              |            |               |                      |                   |

## 日本との関係
ミンドロ島は、太平洋戦争中の1944年12月に旧日本軍とアメリカ軍によって戦われたミンドロ島の戦いの舞台となった。戦争当時の様子は旧日本軍のミンドロ島守備隊に所属しアメリカ軍の捕虜となった大岡昇平の小説『俘虜記』に記されている。ミンドロ島からは戦後10年以上が経過した1956年に4人の旧日本軍残存兵が帰国した。ルバング諸島主島のルバング島は、第二次世界大戦の最後の投降兵、旧日本陸軍少尉・情報将校、小野田寛郎が戦後29年が経過した1974年に投降するまで終戦を信じず潜伏していた島として知られている。